# Messua laxa
Messua laxa là một loài nhện trong họ Salticidae.
Loài này thuộc chi Messua. Messua laxa được Arthur Merton Chickering miêu tả năm 1946.